# Winnie the Pooh Discovers the Seasons
Pour plus de détails, voir Fiche technique et Distribution.
Winnie the Pooh Discovers the Seasons est un court-métrage d'animation des studios Disney sorti en 1981.
Basé sur les personnages d'Alan Alexander Milne créés en 1926, ce court métrage a été produit en sous-traitance par Rick Reinert Studio pour Walt Disney Productions.

## Synopsis
Jean-Christophe offre à Winnie un calendrier. L'ourson ne connaissant pas cet objet, le jeune garçon lui explique les jours, les mois et les saisons.

## Fiche technique
- Titre original : Winnie the Pooh Discovers the Seasons
- Réalisation : Rick Reinert
- Scénario : Ronald Kidd
- Musique : Steve Zuckerman
- Animateurs : Ennis McNulty (supervision), Irv Anderson, Bob Bemiller, Tom Ray, Joe Roman, Dan Haskett, Ed Love
  - Assistants : Dave Bennett, Jack Foster, Sammie Lanham, Joanna Romersa, Maria Ramocki, Bob Treat
- Producteur : Rick Reinert
- Production : Rick Reinert Studio
- Distribution : Buena Vista Pictures Distribution
- Durée : 8 minutes
- Dates de sortie :  États-Unis : 6 septembre 1981

## Distribution

### Voix originales
- Hal Smith : Winnie l'ourson et Maître Hibou
- Kim Christianson : Jean-Christophe
- Ray Erlenborn : Coco Lapin
- Laurie Main : Narrateur
- John Fiedler : Porcinet
- Ron Feinberg : Bourriquet

### Voix françaises
- Roger Carel : Winnie l'ourson / Porcinet / Coco Lapin
- Henry Djanik : Maître Hibou / Bourriquet
- Patrick Préjean : Tigrou
- Jackie Berger : Jean-Christophe